# سولدار
۴۸°۴۱′ شمالی ۳۸°۰۶′ شرقی / ۴۸٫۶۸۳°شمالی ۳۸٫۱۰۰°شرقی
سولدار یا سُلِدار (به روسی: Соледар) شهری در استان دونتسک در کشور اوکراین است. جمعیت این شهر ۱۰,۶۹۲ نفر (۲۰۲۱ تخمینی) است.

## نگارخانه

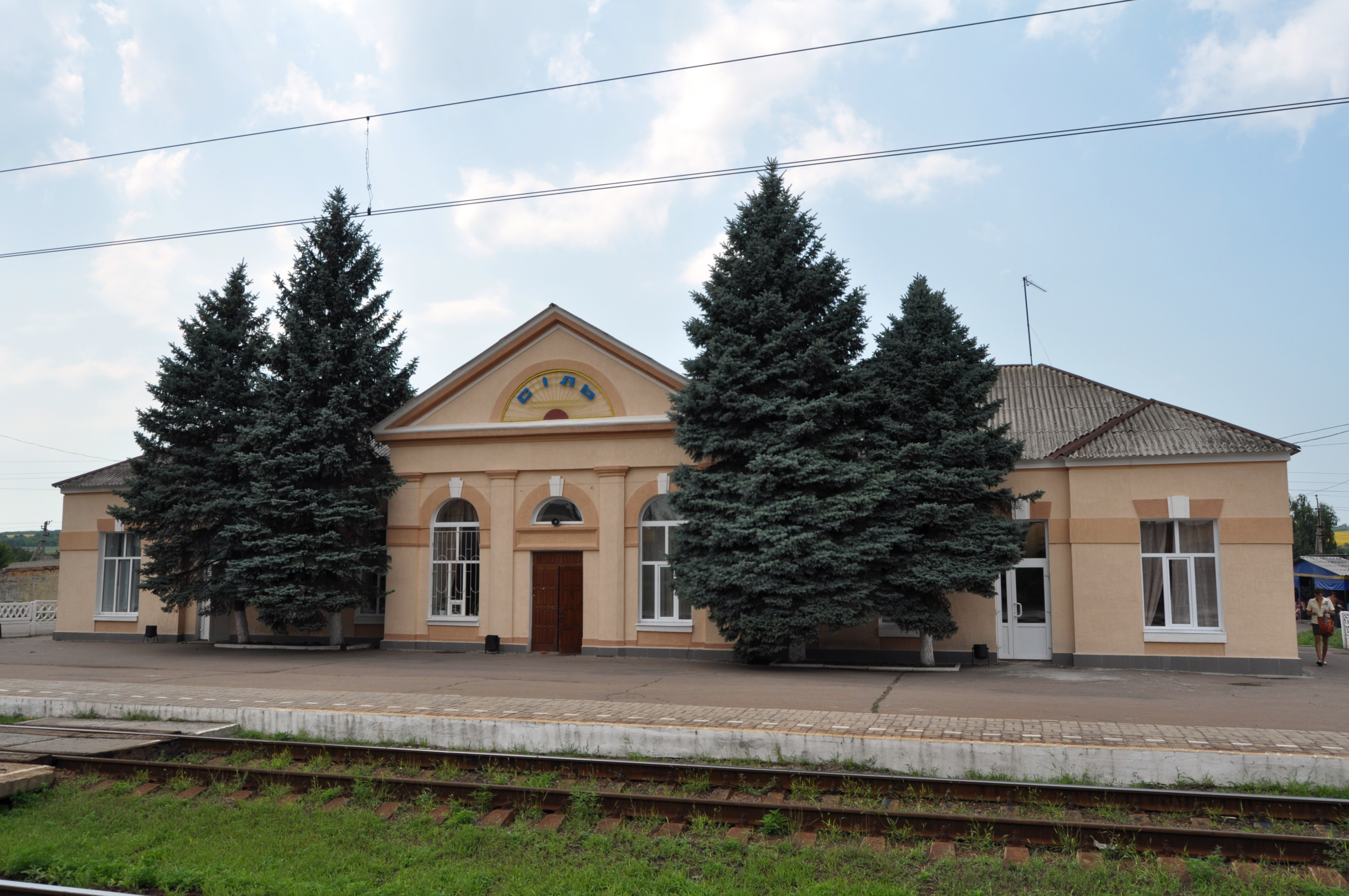
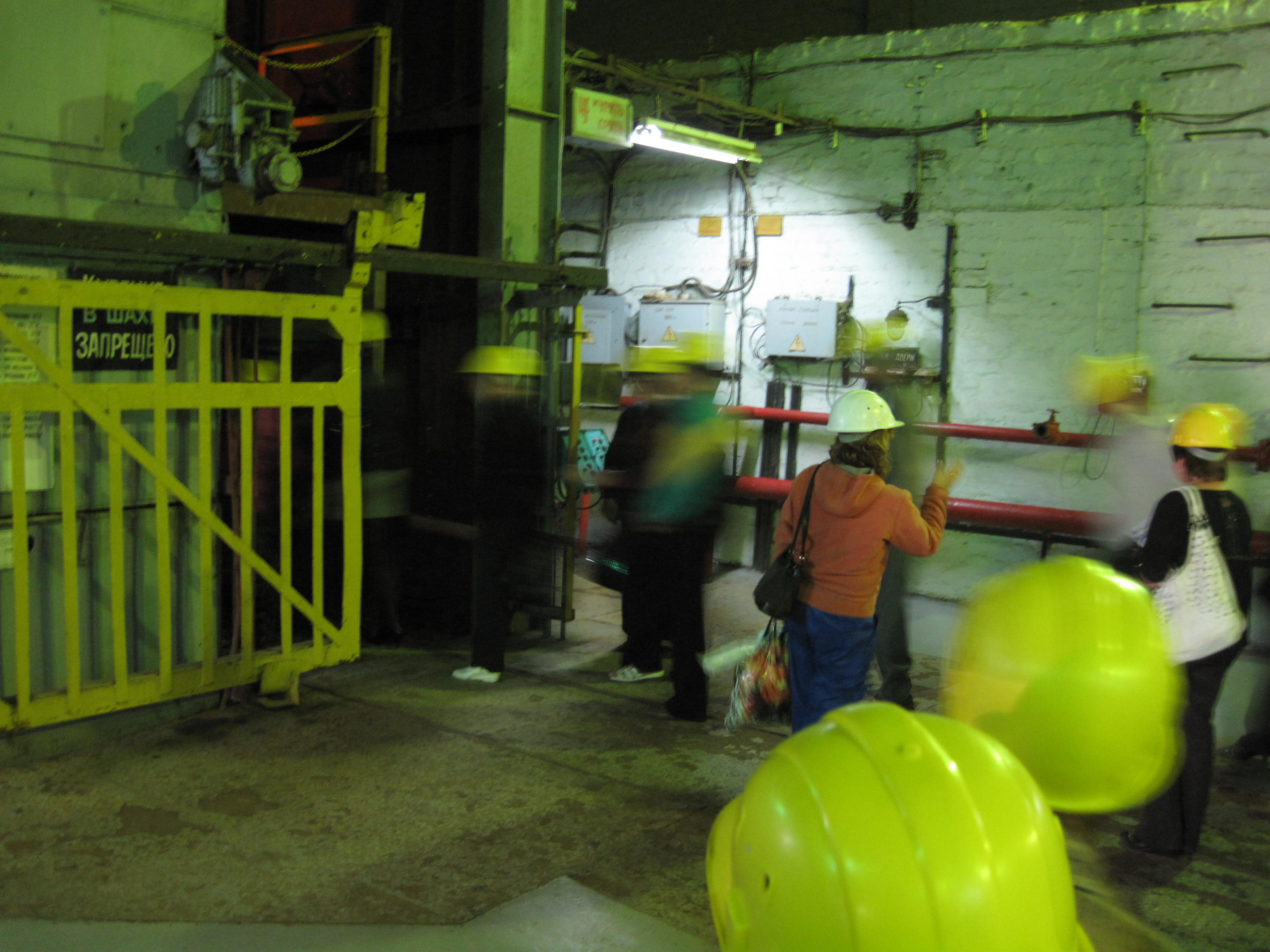
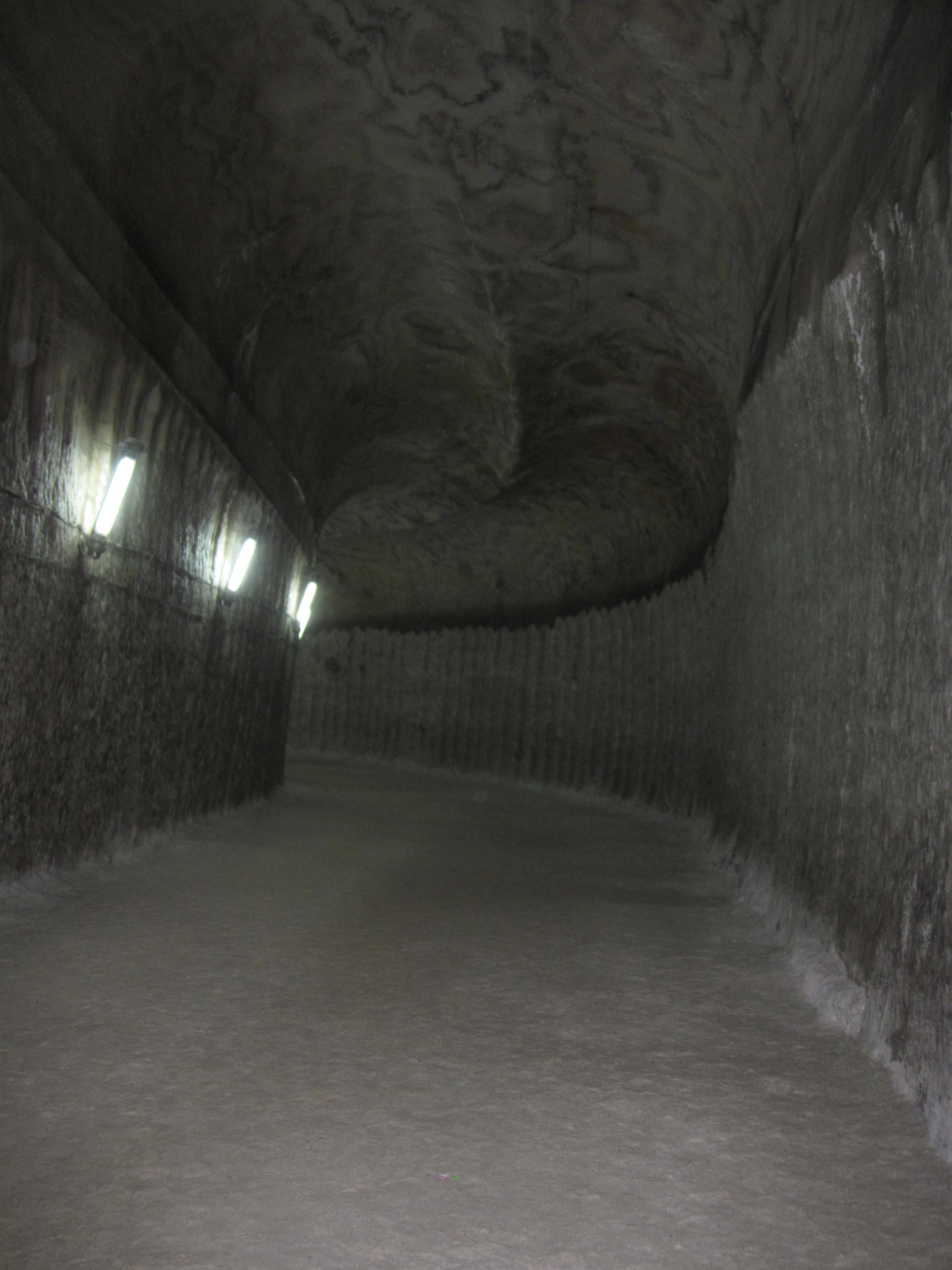
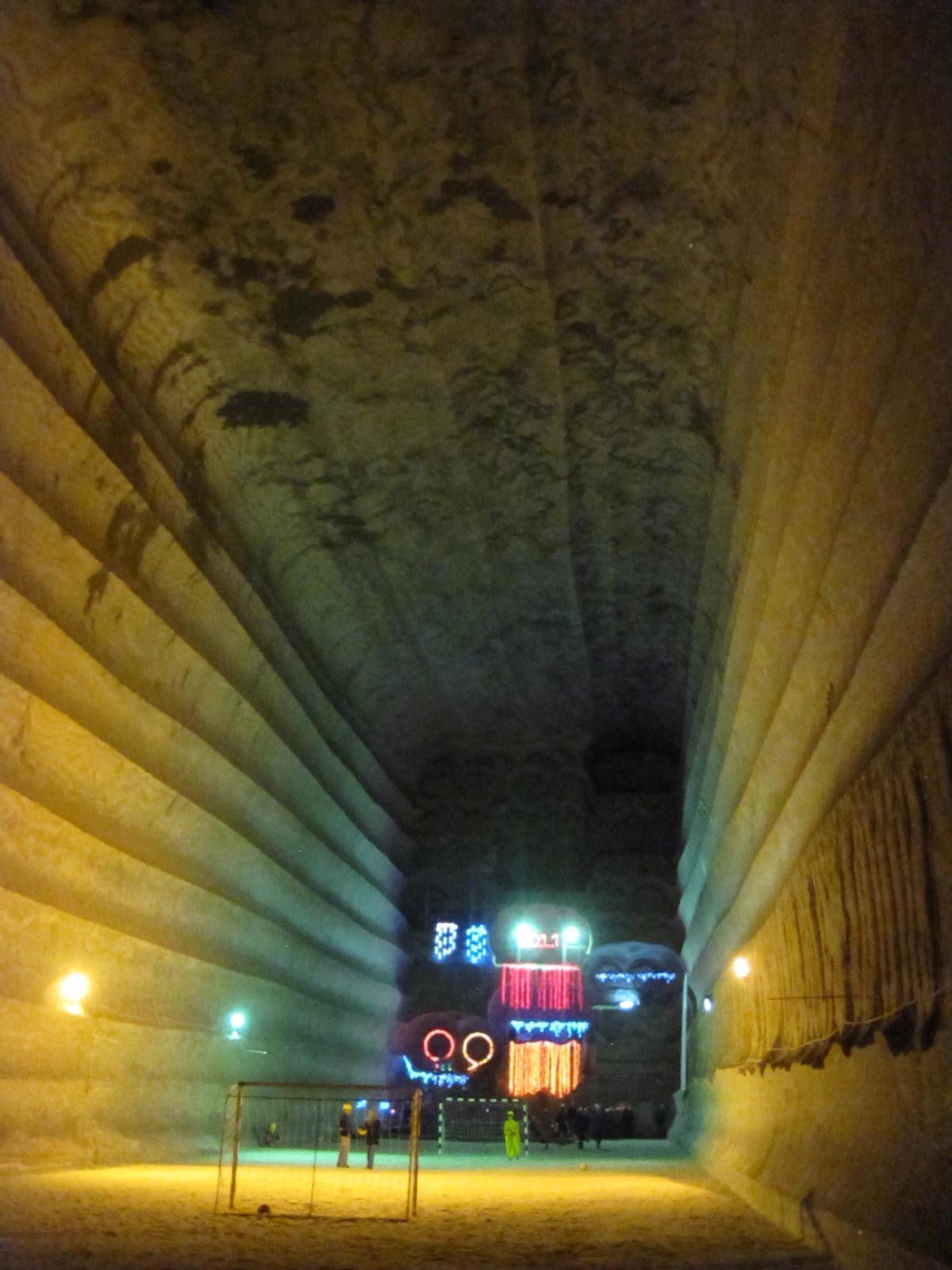